# 沃倫·韋弗
瓦倫·韋弗（英語：Warren Weaver，1894年7月17日—1978年11月24日）是一位美國數學家，為機器翻譯的早期研究者之一，是美國許多科學研究的推動者。划时代的《通信的数学原理》是克劳德·香农和Warren Weaver共同署名的。瓦倫·韋弗深入研究了信息理论的哲学内涵，将于信息相关的问题分成三个层次：1，技术层面：通讯中怎样准确地传送符号？2，语义学层面：被传送的符号怎样精确地承载所需要的信息？3，影响力层面：接收到的信息怎样有效地发挥作用？

## 生平
1948年Warren Weaver在“美国科学家”杂志上发表了“Science and complexity”，文章回顾了19世纪以来科学的发展历史，并根据所解决的问题的不同特征，将科学分成三类：解决简单问题（只有很少几个变量）的科学、解决无秩序的复杂问题（有数不清的变量）的科学，以及位于两者之间的解决有秩序的复杂问题的科学。第一类科学的最好例子是古典物理和古典化学。第二类科学包括统计学、热力学等等。这两类科学均获得了满意的成果。Warren Weaver认为20世纪后面50年的发展重点是第三类科学，包括生物学、医学、社会学等等。第三类科学的处理对象——比如人或者人体器官——有很多变量，但与热力学要处理无数个分子不同，第三类科学要处理的变量数是有限的。在文章的最后部分，Warren Weaver还讨论了和科学相关的基础问题，比如，什么是科学？人们可以从科学中得到哪些成果？什么是科学无法提供的？